# محسن حیدری آل‌کثیر
محسن حیدری آل‌کثیر (زاده ۱۳۳۶ شوش) روحانی شیعه ایرانی و یکی از نمایندگان استان خوزستان در مجلس خبرگان رهبری است. حیدری در تاریخ ۴ مهرماه سال ۱۳۳۶هجری شمسی، در یکی از روستاهای تابعه شوش دانیال از استان خوزستان به نام آبادی خلف، که بعد از پیروزی انقلاب اسلامی به نام «حر ریاحی» تغییر نام یافت، متولد شد. او از سال ۱۳۵۰ در حوزهٔ علمیهٔ اهواز شروع به تحصیل کرد و از سال ۱۳۵۸ در حوزه علمیه قم ادامهٔ تحصیل داد. وی مدتی امام‌جمعهٔ موقت اهواز بود. وی یکی از نمایندگان مجلس خبرگان رهبری از استان خوزستان است.

## آثار
از مهم‌ترین آثار حیدری عبارت اند از:
- ولایة الفقیه
- تاریخ‌ها و مبانیها
- قاعدة لاضرر
- حزب علوی و حزب اموی
- الارهاب و العنف علی ضوء القرآن و السنة
- التکفیر والغلو و جهان لعملة واحده و هی التطرف[۷]

## دوران تحصیل
وی از ده سالگی به دبستان رفت. دوران ابتدایی را در همان روستای محل تولد گذراند و برای ادامه تحصیل به اهواز آمد. سپس پس از انقلاب با شرکت در کنکور سراسری و کسب مقام اول خوزستان در دانشکده الهیات دانشگاه تهران در سال ۱۳۵۸ مشغول به تحصیل شد؛ و در زمان جنگ برخی از ترم‌ها را در دانشگاه شهید چمران گذراندند. در سال ۱۳۶۸ با کسب رتبه دوم کشوری، مقطع کارشناسی ارشد را در رشته الهیات و معارف اسلامی با گرایش علوم قرآنی و حدیث در دانشگاه تهران آغاز و در سال ۱۳۷۱ به پایان رساندند؛ و مقطع دکتری را در رشته تخصصی تفسیر حوزه علمیه قم گذراند.

## تحصیلات حوزوی
از نظر تحصیلات حوزوی، وی در سال ۱۳۵۰ طلبه شد؛ و تحصیلات حوزوی را در حوزه علمیه اهواز گذارند. ابتدا در مدرسه علمیه محمدکرمی قدسره و مدتی در دارالعلم  سیدعلی بهبهانی و نیز مدرسه سید شهاب الدین مرعشی نجفی تحصیلات حوزوی را سپری کرد.

## اساتید
استادهایی که حیدری نزد ایشان بوده‌اند، به ترتیب زمان عبارت‌اند از:
- محمد کرمی
- سید محمدحسن مرعشی
- سید اسماعیل مرعشی
- حسین راستی کاشانی
- محمدحسن قدیری
- سید حسن طاهری خرم‌آبادی
- غلامرضا صلواتی
- محمد تقی ستوده
- احمد پایانی
- محمدعلی مدرس افغانی
- سبحانی
- فاضل لنکرانی
- وحید خراسانی
- میرزا جواد تبریزی
- ناصر مکارم شیرازی
- محمود شاهرودی
- سید محمدعلی موسوی جزایری
- عبدالله جوادی آملی
- محمد هادی معرفت
- محمدتقی مصباح یزدی
- حسین مظاهری
- علی مشکینی
- ابوالقاسم خزعلی
- جلال طاهر شمس گلپایگانی
- سید علی محقق داماد
- علی احمدی میانجی
- حسین شب زنده‌دار[۸]

## دیدگاه‌ها
در سال ۲۰۱۱ میلادی جنبش اشغال وال استریت را زمینه‌ساز ظهور امام زمان و به معنی تیر خلاص به نظام سرمایه‌داری دانسته بود. حیدری بهترین راه برای ایجاد امنیت اخلاقی در جامعه را ایجاد پارک بانوان می‌داند و معتقد است که بهترین هدیه به بانوان تفکیک جنسیتی است.